# هانا اسکفینگتون
هانا اسکفینگتون (انگلیسی: Hanna Sheehy-Skeffington; ۲۴ مهٔ ۱۸۷۷ – ۲۰ آوریل ۱۹۴۶) آموزگار، کنشگر، سیاستمدار، مؤلف و ویراستار اهل پادشاهی متحد بریتانیای کبیر و ایرلند بود.